# Austrobrickellia patens
Austrobrickellia patens là một loài thực vật có hoa trong họ Cúc. Loài này được (D.Don ex Hook. & Arn.) R.M.King & H.Rob. mô tả khoa học đầu tiên năm 1972.